# Орозинью
Орозинью (порт. Ourozinho)  —  район (фрегезия) в Португалии,  входит в округ Визеу. Является составной частью муниципалитета  Пенедону. Находится в составе крупной городской агломерации Большое Визеу. По старому административному делению входил в провинцию Бейра-Алта. Входит в экономико-статистический  субрегион Доуру, который входит в Северный регион. Население составляет 186 человек на 2001 год. Занимает площадь 8,34 км².